# Onna san no miya
Onna san no miya (女三の宮) (segons la traducció d'Edward Seidensticker), Nyōsan (女さん) (segons la traducció d'Arthur Waley) o la tercera princesa és un dels personatges de l'obra Genji Monogatari.
Tercera filla de l'Emperador Suzaku (朱雀帝), es converteix en una de les dues esposes que tindrà Hikaru Genji, el protagonista de l'obra. Aoi no Ue n'és l'esposa durant la seva joventut, que mor després de donar a llum al fill de Genji. Onna san no Miya n'esdevé la muller durant la seva vellesa.